# De nietsnut (film)
De nietsnut is een Nederlandse roadmovie uit 1994 van regisseur Ab van Ieperen gebaseerd op het boek De nietsnut (1979) van Frans Kellendonk met als acteurs onder anderen Pierre Bokma, Jacques Bonnaffé, Marjon Brandsma, Willem Nijholt en Ramses Shaffy.

## Verhaal
De film verhaalt van een jonge man (Bokma) die zijn leven lang pas op de plaats heeft gemaakt om vooral niet in de sporen van zijn vader (Nijholt) te treden. Na de mysterieuze moord op zijn vader valt voor de man het alibi weg voor zijn zorgvuldig gekoesterde passiviteit. In een slapeloze nacht besluit hij naar de plek van de misdaad, Mohrbach-St. Hubert, te gaan. Tijdens de autorit vanaf Amsterdam vertelt de anders zo gesloten man zijn verhaal aan een volstrekt onbekende lifter (Maerten). Gedreven door een vage verliefdheid tracht hij zijn, bij zijn leven geminachte vader, postuum tot tragische held te maken en zichzelf als 'kroonprins' tot hoofdpersoon van een voorbeeldige Hamlet-historie.

## Rolverdeling
| Acteur                | Personage         | Opmerkingen                   |
| --------------------- | ----------------- | ----------------------------- |
| Pierre Bokma          | Frank Goudvis     |                               |
| Willem Nijholt        | Lucas Goudvis     | Vader van Frank               |
| Marjon Brandsma       | Laura Goudvis     | Moeder van Frank              |
| Ramses Shaffy         | Richard Kesselaar | Zwager en werkgever van Lucas |
| Rik Van Uffelen       | Dirk Zwager       | Psychiatrische patiënt        |
| Wim van der Grijn     | Wilbert Kieft     | Assistent-psychiater          |
| Hugo Maerten          | Ben               | Lifter                        |
| Misha Meyer           | Frank jr.         |                               |
| Jacques Bonnaffé      | Étienne           |                               |
| Joss Flühr            |                   |                               |
| Mark Rietman          |                   |                               |
| Manouk van der Meulen |                   |                               |
| Elisabeth Hoijtink    |                   |                               |
| Warre Borgmans        |                   |                               |
| Frans Vorstman        |                   |                               |
| Hein van der Heyden   |                   |                               |
| Job Redelaar          |                   |                               |
| Els Dottermans        |                   |                               |

## Achtergrond
- Door de ruzie van regisseur Ab van Ieperen met de producenten van Shooting Star over onder andere de lengte van de film, was de film tot het Nederlands Film Festival (september 1994) nog steeds niet in de bioscoop geweest of op de NOS-televisie vertoond, terwijl de film in 1992 al af was. Ab van Ieperen vond zelf dat zijn film Identikit moest heten. Zijn montage was ruimschoots langer dan twee uur. De producent achtte zich echter gebonden aan een contract met de NOS voor een film van anderhalf uur en meende bovendien uit de eerste reacties van het bioscoopbedrijf op te maken dat daar voorkeur bestond voor zo'n kortere versie. Toen de werkrelatie onherstelbaar bleek, maakte Shooting Star zelf een montage van 90 minuten. Van Ieperen spande in 1993 een kort geding aan tegen de producent, maar verloor.
- De nietsnut werd vrijdag 16 december 1994 bij de NOS op televisie vertoond. Voorafgaand aan de film wordt vermeld dat de artistieke verantwoordelijkheid voor samenstelling en afwerking geheel en uitsluitend berust bij de Shooting Star Filmcompany te Amsterdam. De film kreeg nooit een bioscooproulement. Op 27 september 1994 is de film wel vertoond op het Nederlands Film Festival.

## Trivia
- Het hoofdpersonage heet in het boek Frits en in de film heet deze Frank.